# Andy Nicholson
Pour les articles homonymes, voir Andy Nicholson (chef décorateur) et Nicholson.
Andy Nicholson est un musicien anglais, surtout connu pour être l'ex-bassiste du groupe Arctic Monkeys, dont il a fait partie dès sa formation en 2002, jusqu'à son départ en septembre 2006 pour cause de fatigue continue et une tournée épuisante. Il a été remplacé par Nick O'Malley. Depuis, il a continué dans la musique en tant que DJ dans sa ville natale de Sheffield. En 2008, il fonde avec Jon McClure le groupe de hip-hop Mongrel.